# 虎式直升机
虎式直升机，又称欧洲直升机“虎”式（英文：Eurocopter Tiger；空客编号：EC665）是一款欧洲直升机公司生产的攻击直升机，目前装备在德、法、西班牙、澳大利亚（2028年前）等国。它的名称拼写在欧洲各国稍有不同，在德国是Tiger，在法国和西班牙则是Tigre。

## 发展
1984年，西德和法国政府发布了对先进的多角色战场直升机的需求。MBB（Messerschmitt-Bölkow-Blohm）和法国宇航组成的合资企业随即被选定为首选供应商。由于高昂的成本该计划在1986年被取消，但在1987年重新启动。随后，在1989年11月，虎式直升机获得了建造5架样机的合同。其中3架是无武装的测试平台，另外两架为武装原型机——一架是德国的反坦克支援型，另一架是法国的保护支援型。

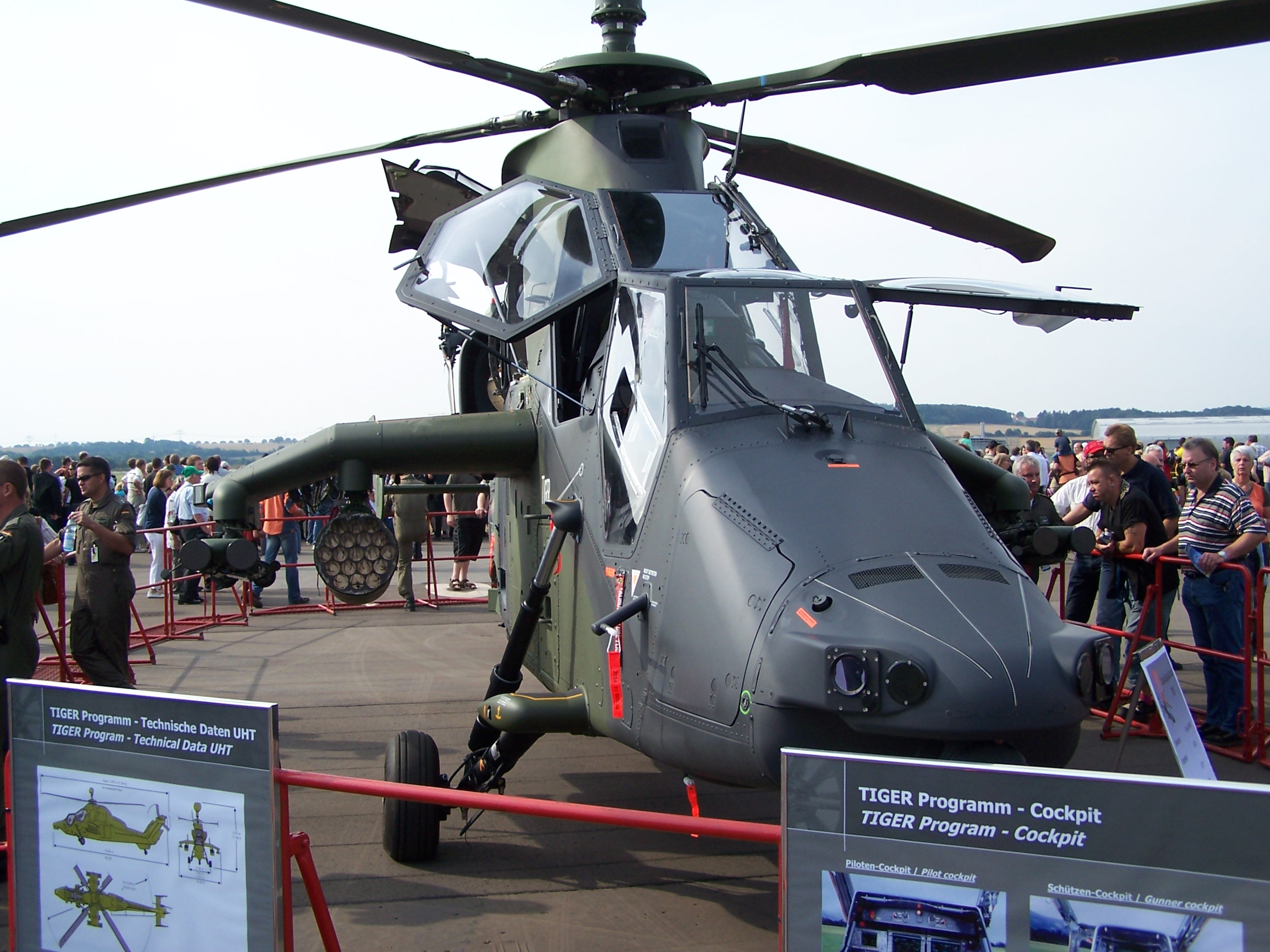
德国陆军虎式UHT型

第一架样机于1991年4月首次试飞。当法国宇航和MBB等公司与在1992年合并组成欧洲直升机公司时，虎式直升机项目也一同被转移。虎式的串行量产于2002年3月开始，法国陆军第一架虎式HAP量产型于2003年3月首次试飞。法国订购的80架直升机中的第一架于2003年9月交付。
2003年底，德国订购的80架虎式支援直升机（UHT）开始交货。

### 出口订单
2001年12月，欧洲直升机公司获得澳大利亚陆军的“空军87需求”合同，订购22架虎式武装侦察直升机（ARH）。第一架虎式ARH定于2004年服役。22架飞机中的18架将于澳大利亚航空航天公司位于布里斯班的设施进行装配，该公司是欧洲直升机公司在当地的子公司。
然而，由于在实现作战能力上的延误，澳大利亚国防物资组织于2007年7月1日停止付款。到2008年的主要问题已得到解决，付款也被恢复。
2003年9月，西班牙选择了虎式保护支援直升机（HAP）的一个改型——攻击和支援直升机（HAD），以装备其陆军。订购的此款24架直升机将装备PARS 3 LR和西北風（Mistral）导弹系统。还将配有功率更大的增强型MTR390发动机，以承担更重的载荷。交付定于2007-2008年。法国选择将其HAP型升级至HAD型，HAC型因此将不会投产。
2006年6月，以色列拉斐尔长钉-ER（Spike-ER）被西班牙陆军选为西班牙HAD型采用的空对地导弹，而不是先前宣布的PARS 3 LR导弹系统。
2006年7月，沙烏地阿拉伯政府签署了一项合同购买142架直升机，其中包括12架虎式攻击直升机。但交易最终告吹。

## 设计

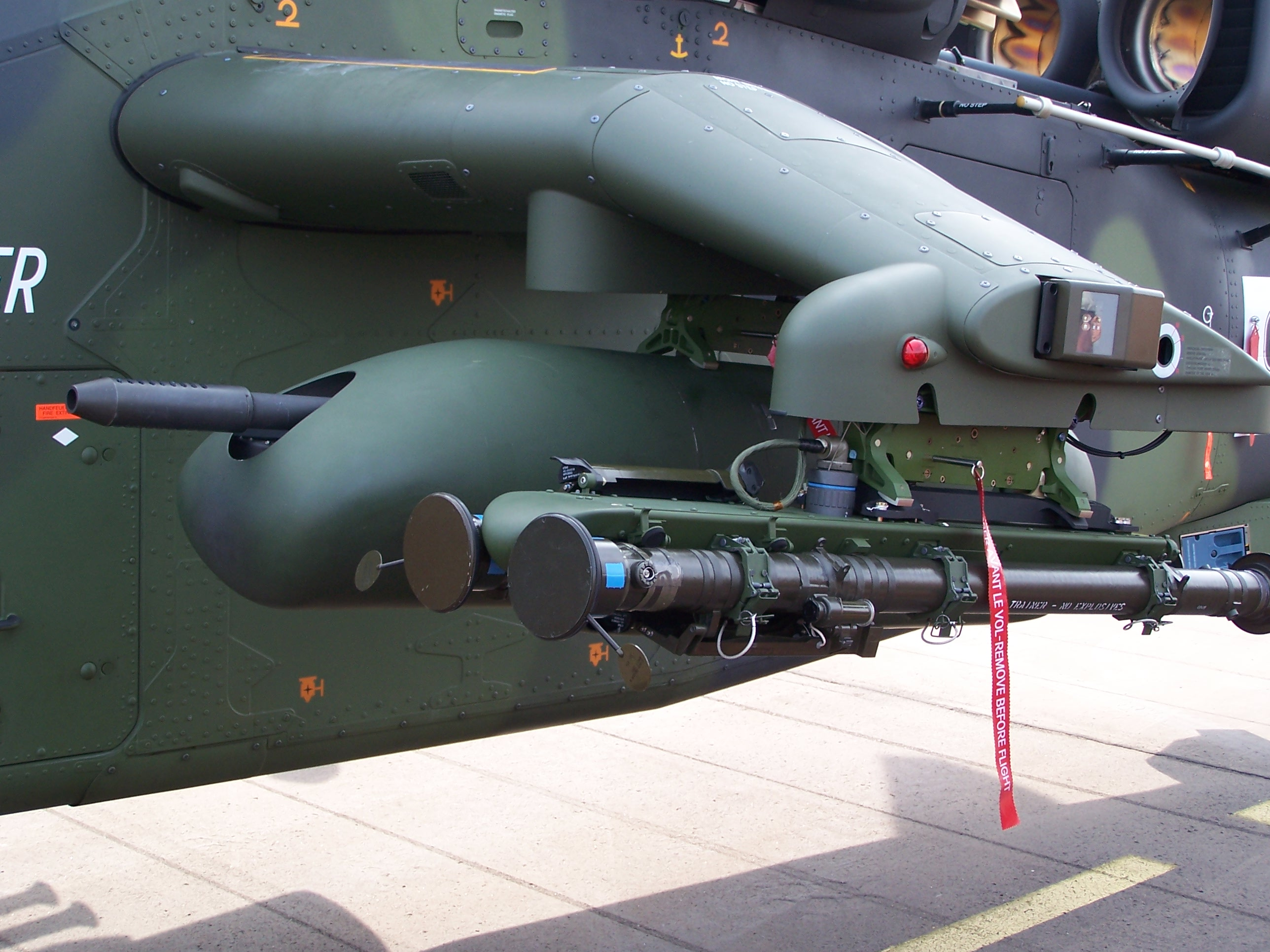
虎式外挂架的近距离特写

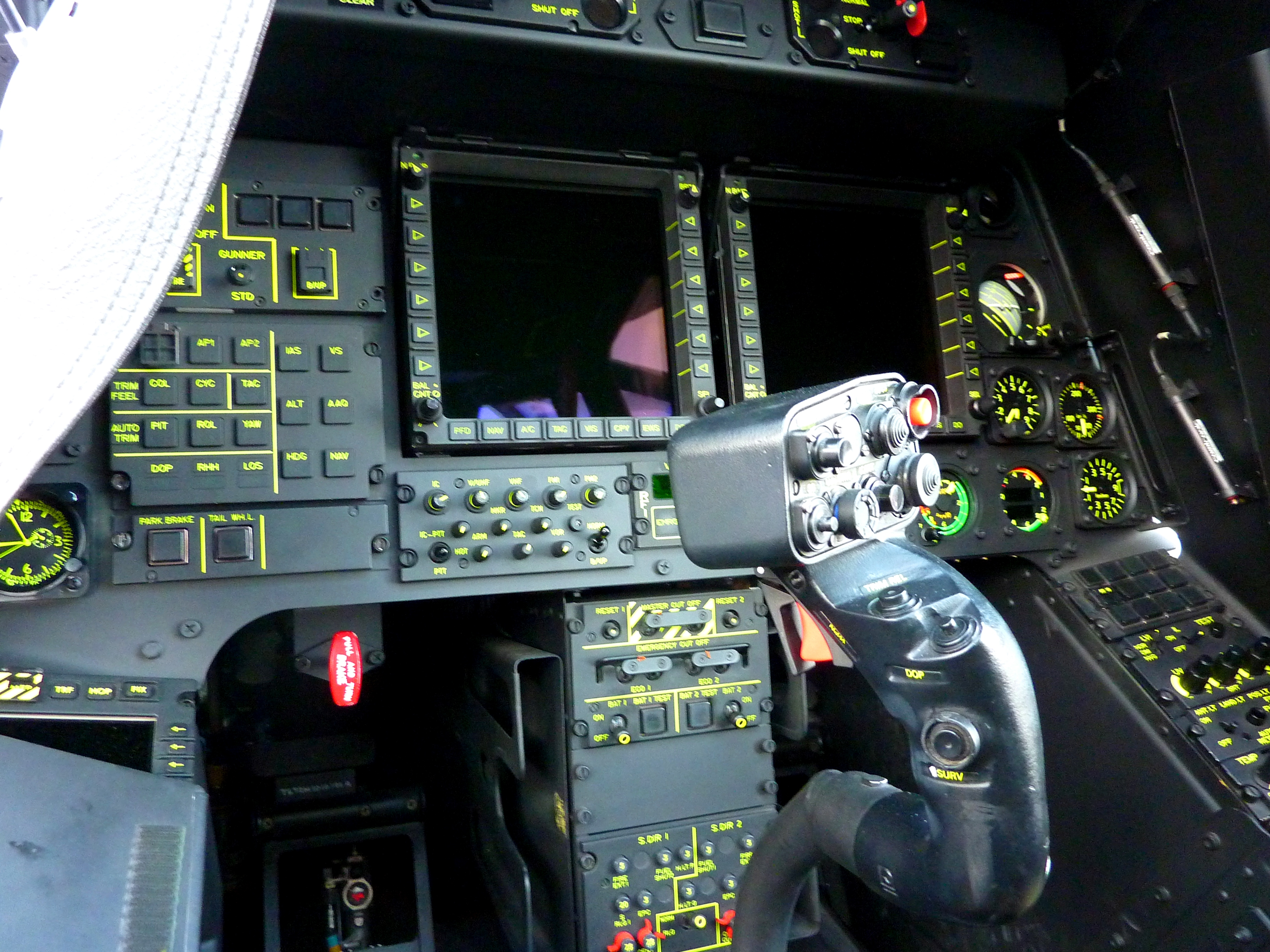
數位化座艙

虎式直升机的机体成分含80%纤维增强复合材料（carbon fiber reinforced polymer）和Kevlar，11%的铝，和6%的钛。旋翼由能承受战斗破坏和鸟击的纤维材料制成。针对雷电和电磁脉冲使用了嵌入铜/青铜网格和铜线连接箔进行防护。
虎式直升机采用了攻击直升机传统的两名乘员前后座位配置，但是有些特别的是飞行员在前座而炮手在后座，与目前所有其他攻击直升机正好相反。座椅分别偏向中心线的两侧，以提升在后座的炮手的视野。
自其他平台转至虎式的乘员需要进行额外的训练，以对应额外的功能所带来的更高的工作量。

### 防护
虎式直升机能够抵抗23毫米自动炮火射击。
在机上安装的AN/AAR-60 MILDS系统提供雷达告警，机上还装有激光告警系统，EADS DE开发的导弹发射/逼近探测器，全部连接至泰利斯（Thales）中央处理器和MBDA生产的SAPHIR-M箔条/闪光弹投射器。其视觉，雷达，红外线，声音信号都减至最低水平。

### 导航/通信
导航系统包含两个泰利斯三轴激光陀螺仪，两个磁强计，两个空气数据计算机，BAE系统加拿大公司CMA 2012型4束多普勒雷达，无线电测高仪，全球定位系统，低空速速度传感器和地形跟踪传感器。
数据链：Link 4A，泰利斯专有PR4G，北约标准化协议5066（STANAG 5066）。
通信：高频，中频，甚高频，超高频，军事卫星通信，全球定位系统接收器和数据链。

### 发动机
虎式直升机采用两台博梅卡（Turbomeca）-罗尔斯罗伊斯生产的MTU MTR390涡轴发动机。有些型号使用增强发动机，如HAD型，和UHT型中的一些。

### 成本
系统成本（直升机，装备，支持）取决于数量和版本：
- 虎式HAP：3500-3900万美元
- 虎式ARH：3600万美元
- 虎式HAD：4400-4800万美元
- 虎式UHT：3800-4300万美元

### 头盔显示器
- 法国使用的版本为飞行员/副驾驶都配备了泰利斯出产的TopOwl头盔显示器，并为飞行员配备了抬头显示器。
- 德国乘员配备的是BAE系统出产的头盔显示器。
- 澳大利亚机组使用泰利斯出产的TopOwl头盔显示器。

## 运行历史
2009年7月26日，法国第5直升机旅3架虎式HAP直升机抵达喀布尔国际机场。这是虎式直升机第一次被部署在战区。直升机将参加武装侦察和火力支援任务，以援助联军地面部队平息当地日益增长的塔利班武装势力。

## 影视作品
1995年上映的皮尔斯·布鲁斯南出演的首部也是007全系列的第17部詹姆斯·邦德系列电影《007：黃金眼》出现，由反派Xenia Onatopp（芳姬·詹森饰演）和Ourumov将军（蓋德佛·約翰饰演）偷了一架表演用的虎式直升机，为的是得到黄金眼的硬件密码盒。
2011年上映的法国电影《特种部队》（Forces spéciales）中，开场不久法军在科索沃地区执行突击抓捕任务的镜头中多次上镜

## 型号

### 虎式HAP/HCP
虎式保护支援直升机（法语：Hélicoptère d'Appui Protection；缩写：HAP）、多用途战斗直升机（法语：Hélicoptère de Combat Polyvalent；缩写：HCP）是为法国陆军制造的中型空对空战斗及火力支援直升机。
HAP和HCP型配备有机首下30毫米炮塔，翼下可搭载68毫米SNEB非制导火箭或20毫米的机炮用于火力支援，以及西北風（又稱：米斯特拉尔）空对空导弹。

### 虎式UHT

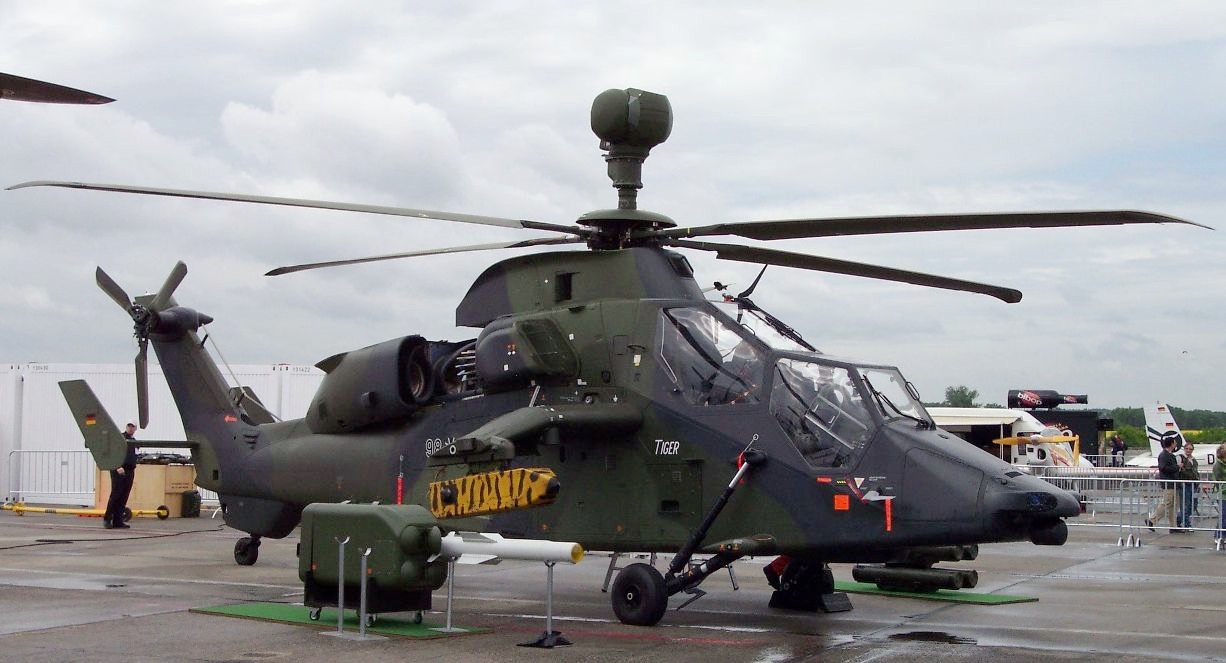
德国陆军的虎式UHT型

虎式支援直升机（德语：Unterstützungshubschrauber Tiger；缩写：UHT），是中型多用途火力支援直升机，用于装备德国陆军。
UHT型可以携带PARS 3 LR“射后不理”和/或HOT 3反坦克导弹以及海蛇怪70毫米空对地火力支援火箭。两侧机翼各装备2枚AIM-92刺针飞弹，用于空对空作战。与HAP和HCP型不同的是，UHT型没有集成炮塔，但可以应需要加装12.7毫米炮塔。德国陆军决定不采用其他型号上安装的法国GIAT30毫米机炮，原因是对其大后坐力感到不满。升级型号安装德国莱茵金属RMK30 30毫米无后坐力机炮的事项由于预算因素还未得到确认。
2009年8月，德国明镜周刊报道说，德国陆军所有的10架能运行的虎式直升机只能用于飞行员培训，而其他架次则由于各种缺陷还没有被接收。
2022年4月底，时任德国国防部长兰布雷希特曾在联邦议院宣布，德国的51架虎式直升机中只有9架可随时出勤。

### 虎式ARH

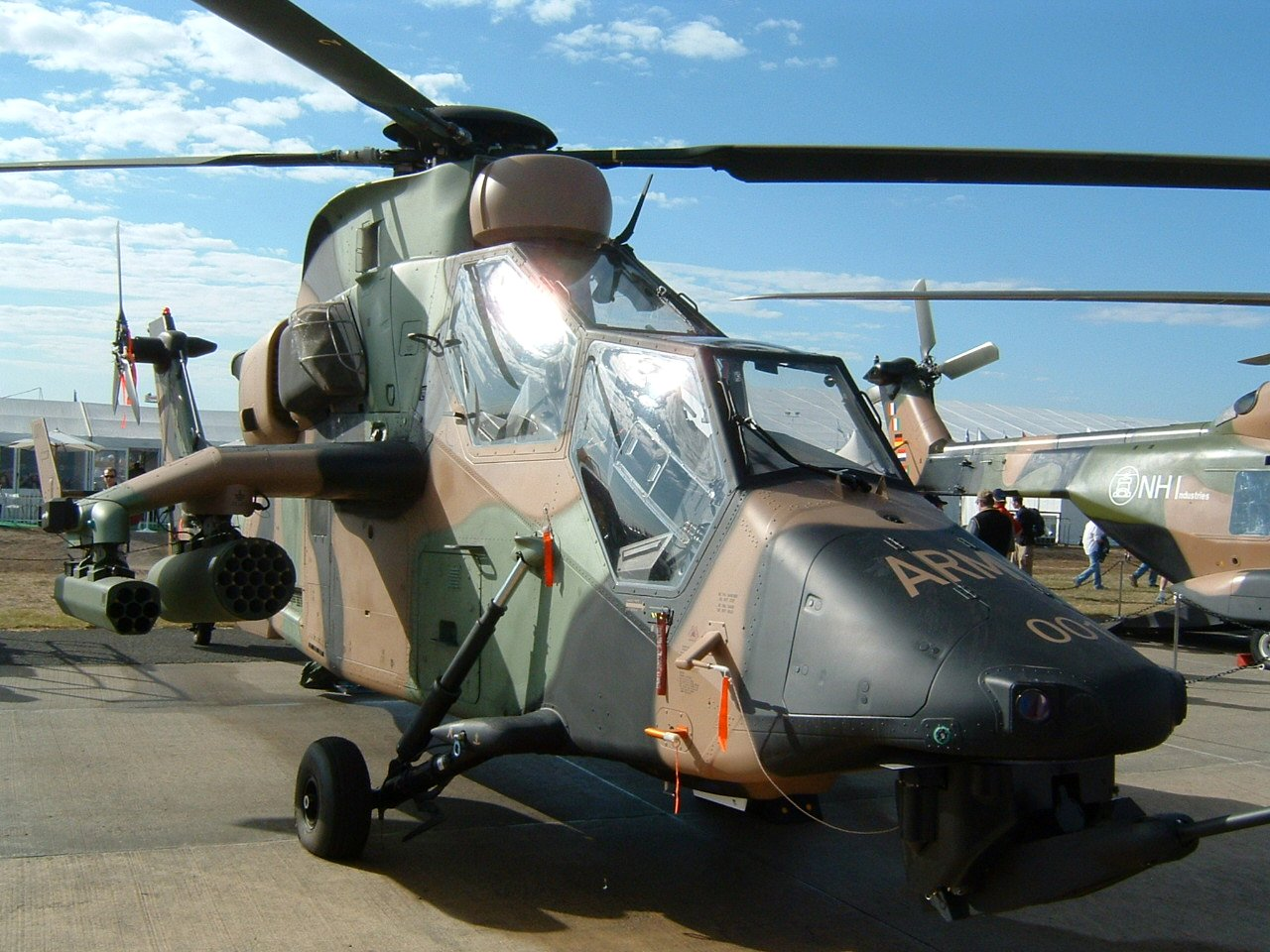
澳大利亚陆军虎武装侦察直升机在阿瓦隆机场，澳大利亚，2005

虎式武装侦察直升机（英语：Armed Reconnaissance Helicopter；缩写：ARH）由澳大利亚陆军订购，以取代OH-58奇奥瓦侦察直升机和基于UH-1直升机的“大盗”攻击直升机。ARH型是在HAP型基础上的修改和升级，加装了升级的MTR390发动机，并在施特里克斯视线系统中纳入激光指示器以发射AGM-114地狱火飞弹空对地导弹。斯内布非制导火箭也被比利时FZ公司制造的70毫米火箭发射器代替。大部分直升机会配给基地设在达尔文的罗伯逊兵营的第1航空旅。

### 虎式HAD
虎式攻击和支援直升机（法语：Hélicoptère d'Appui Destruction；西班牙语：Helicoptero de Apoyo y Destrucción；缩写：HAD）与HAP型基本相同，但升级后的增强MTR390发动机（1464马力）功率提高了14％的，并按西班牙陆军要求装备了更好的弹道防护。它也可以配备原为德国UHT型开发的PARS 3 LR/0反坦克导弹，AGM-114地狱火飞弹，并配备有以色列長釘-LR反坦克导弹。
HAD型适合于支持和压制任务，已被西班牙陆军选定。法国陆军决定将大部分HAP型升级至HAD同等型号，而先前的反坦克直升机（法语：Hélicoptère Anti-Char；缩写：HAC）则因此被取消。
到2006年6月28日，28架虎式直升机已经出厂飞行，其中18架已经交付给4个国家的客户。这28架飞机已共飞行约4000飞行小时。

## 服役国家

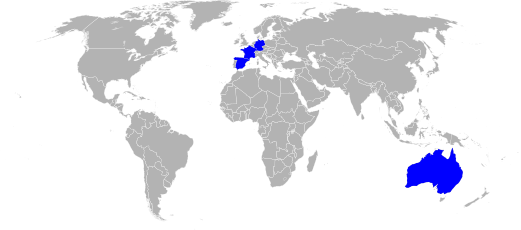
虎式直升机运营国家以蓝色显示。

- 澳大利亞陸軍接收了22架ARH型[19]。2021年1月15日，澳洲國防部宣佈将以AH-64E阿帕契汰換虎式ARH，作為陸軍未來的偵察直升機[20]。

 法國
- 法國陸軍订购了80架——40架HAP型和40架HAD型（后者于2012年开始交货）。截至2009年年中，约20架HAP型已经交付，其中3到4架年内稍后将部署在阿富汗[21]。

 德国
- 德國陸軍订购了80架UHT型[19]（交付正在进行，截止2022年4月，總共交付了51架[13]）。

 西班牙
- 西班牙陆军订购了24架HAD型，自2008年开始服役[22]。

## 规格（HAP型）

德国虎式UHT型在2006年国际航空航天展览会上表演

基本信息
- 机组：2（驾驶员及武器官）

性能
武器

- 機槍：

  - 1× 30毫米（1.18英吋）GIAT 30机首炮塔

在两个内侧外挂点和两个外侧外挂点上，虎式直升机可以搭载下列武器的各种组合
- 每个内侧外挂点：
  - 1× FN HMP 12.7毫米（0.50英吋）FN M3P航空型重機槍筴艙，或
  - 1× 20毫米（0.787英吋）机炮，或
  - 22× 68毫米（2.68英吋）SNEB非制导火箭，或
  - 19× 70毫米（2.75英吋）火蛇70非制导火箭，或
  - 19× 70毫米（2.75英吋）APKWS激光制导化火箭，或
  - 4× AGM-114地狱火激光制导导弹，或
  - 4× 拉斐爾長釘-LR／ER反坦克導彈，或
  - 4× PARS 3 LR反戰車飛彈反坦克導彈，或
  - 4× HOT 3式反坦克導彈
- 每个外侧外挂点：
  - 2× 西北风空对空导弹，或
  - 2× AIM-92刺針空对空导弹，或
  - 12× 68毫米（2.68英吋）SNEB非制导火箭，或
  - 7× 70毫米（2.75英吋）火蛇70非制导火箭，或
  - 7× 70毫米（2.75英吋）APKWS激光制导化火箭